# Eupodoscirtus affinis
Eupodoscirtus affinis är en insektsart som beskrevs av Andrej Vasiljevitj Gorochov 2004. Eupodoscirtus affinis ingår i släktet Eupodoscirtus och familjen syrsor. Inga underarter finns listade i Catalogue of Life.